# University of Ballarat
University of Ballarat (Uniwersytet w Ballarat, Uniwersytet w Ballaracie) – była australijska uczelnia państwowa z siedzibą w Ballarat i mniejszymi kampusami w Ararat, Horsham, Stawell i Mount Helen. W 2013 przyłączono do niego część Uniwersytetu Monasha (Gippsland Campus w Churchill) i w 2014 ta nowa instytucja przyjęła nazwę Federation University Australia (Federacyjny Uniwersytet Australii).
Ballaracka uczelnia powstała w 1994, na mocy ustawy parlamentu stanu Wiktoria przekształcającej Ballarat College of Advanced Education w placówkę o statusie uniwersyteckim. W ciągu kolejnych czterech lat uniwersytet wchłonął dwie inne uczelnie, w tym istniejącą od 1870 Ballarat School of Mines and Industries.
Na uniwersytecie równolegle prowadzone były klasyczne studia wyższe oraz niemające takiego statusu kształcenie policealne. W 2008 naukę pobierało łącznie 26 000 osób, z czego 6 tysięcy na studiach licencjackich a kolejne 6 tysięcy na magisterskich (resztę stanowili słuchacze kursów policealnych).